# NGC 5377
NGC 5377 је спирална галаксија у сазвежђу Ловачки пси која се налази на NGC листи објеката дубоког неба.
Деклинација објекта је + 47° 14' 8" а ректасцензија 13h 56m 16,7s. Привидна величина (магнитуда) објекта NGC 5377 износи 11,3 а фотографска магнитуда 12,2. Налази се на удаљености од 31 милиона парсека од Сунца. NGC 5377 је још познат и под ознакама UGC 8863, MCG 8-25-52, CGCG 246-27, KARA 604, IRAS 13542+4729, PGC 49563.